# Saint-Maurice-Colombier
Saint-Maurice-Colombier – miejscowość i gmina we Francji, w regionie Burgundia-Franche-Comté, w departamencie Doubs.
Według danych na rok 1990 gminę zamieszkiwało 729 osób, a gęstość zaludnienia wynosiła 55 osób/km² (wśród 1786 gmin Franche-Comté Saint-Maurice-Colombier plasuje się na 224. miejscu pod względem liczby ludności, natomiast pod względem powierzchni na miejscu 274.).